# Maitland Ward
Ashley Maitland Welkos, née le 3 février 1977, est une actrice et une actrice pornographique américaine.

## Biographie
Elle débute dans Amour, Gloire et Beauté en 1994, à l'âge de 17 ans.
Elle se lance dans la pornographie avec des vidéos via une application en 2017.
Elle a tourné une scène pornographique avec l'acteur Danny Mountain en juillet 2018.
Chose rare dans l'industrie pornographique, elle dispose d'un contrat d'exclusivité avec les studios appartenant à Greg Lansky.
Elle remporte l'AVN Award de la meilleure actrice en 2024 lors de la 41e cérémonie des AVN Awards

## Filmographie
| Année     | Titre                   | Rôle              | Notes                             |
| --------- | ----------------------- | ----------------- | --------------------------------- |
| 1994–1996 | Amour, Gloire et Beauté | Jessica Forrester | Rôle récurrent                    |
| 1997      | Killing Mr. Griffin     | Candice Lee       | TV film                           |
| 1998      | USA High                | Tina              | Episode: "Buddies"                |
| 1998      | Home Improvement        | Christy           | Episode: "The Old College Try"    |
| 1998–2000 | Boy Meets World         | Rachel McGuire    | Rôle principal (45 épisodes)      |
| 1999      | A Bold Affair           | Eleanor           |                                   |
| 2000      | Dish Dogs               | Molly             | Video                             |
| 2002      | Boston Public           | Rachel Newman     | Episode: "Chapter 43"             |
| 2004      | White Chicks            | Brittany Wilson   |                                   |
| 2005      | Out of Practice         | Staci             | Episode: "Pilot"                  |
| 2007      | Rules of Engagement     | Dani              | Episode: "Young and the Restless" |